# 基督教会座堂 (蒙特利尔)
基督教会座堂（英語：Christ Church Cathedral）是加拿大蒙特利尔的圣公会教堂，圣公会蒙特利尔教区的主教座堂。

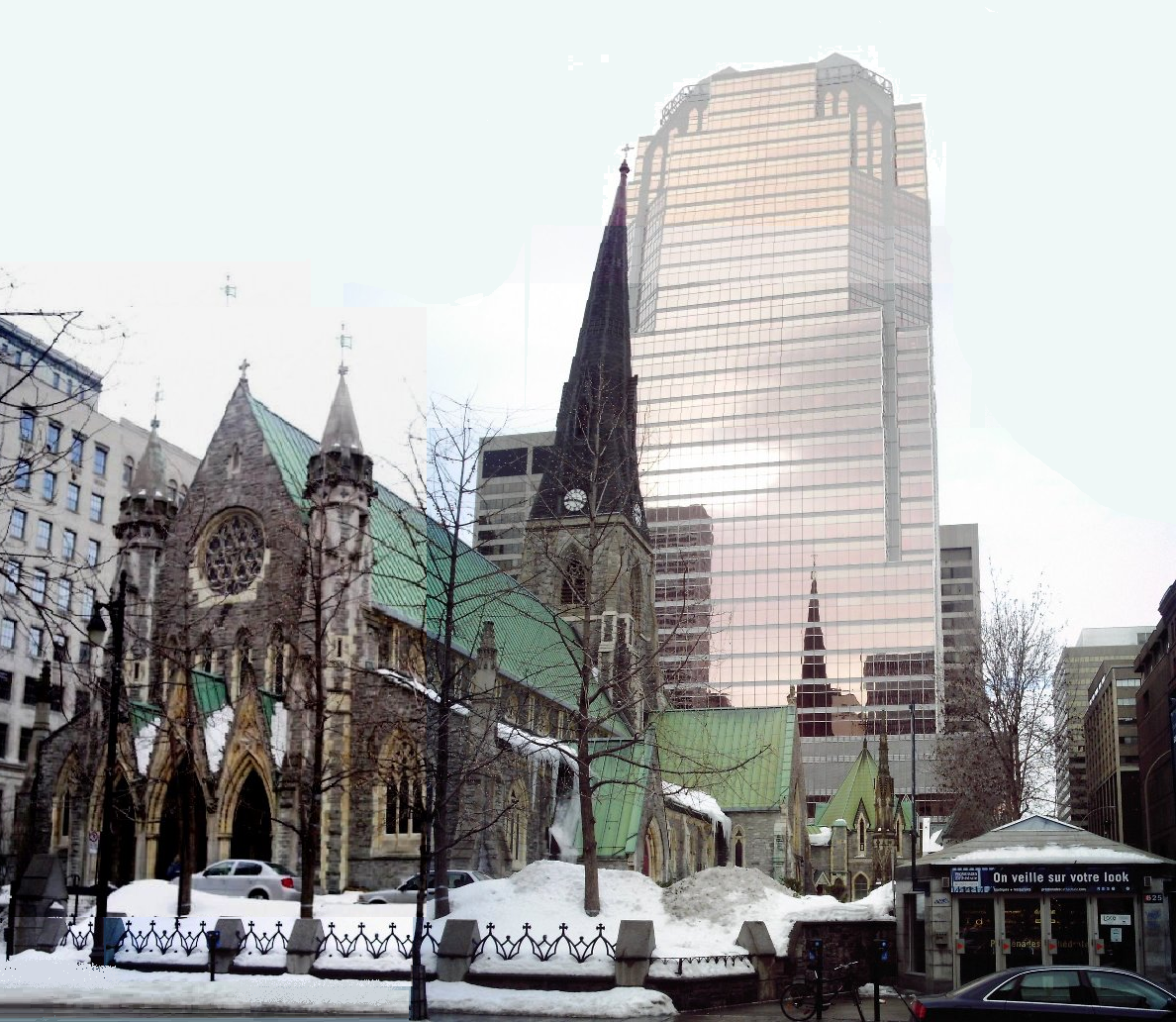
基督教会座堂，背景是Tour KPMG

基督教会座堂最初位于蒙特利尔老城的圣母街，1856年毁于大火。目前的建筑是一座新哥特式建筑，由建筑师弗兰克威尔斯设计，完成于1859年，1867年献堂。
尽管其建筑设计受到称赞，但是存在重大工程缺陷，软地基不能支持沉重的中央石塔和尖顶，在诉讼案之后，1927年拆除了尖顶，1939年加固地基。总高70米。
教堂最近增加一个唱诗班席，在1980年建成，教堂的第三台管风琴，1981年完成。